# Janvier de Bourbon-Siciles
Janvier (« Gennaro ») Marie Immaculée Louis de Bourbon, prince des Deux-Siciles, comte de Caltagirone, né le 28 février 1857, , à Caserte et mort le 7 août 1867 à Albano, , est un prince de la maison de Bourbon-Deux-Siciles.

## Biographie
Le prénom du prince rend hommage à saint Janvier de Bénévent, évêque et martyr, protecteur de la ville de Naples, capitale du royaume des Deux-Siciles. Le prince est le benjamin des douze enfants que le roi Ferdinand II des Deux-Siciles a eus de la reine née Marie-Thérèse de Habsbourg-Lorraine-Teschen, archiduchesse d'Autriche. De son premier mariage du roi avec Marie-Christine de Savoie, béatifiée en 2014, le roi a un fils né en 1836, François, duc de Calabre, héritier du trône.

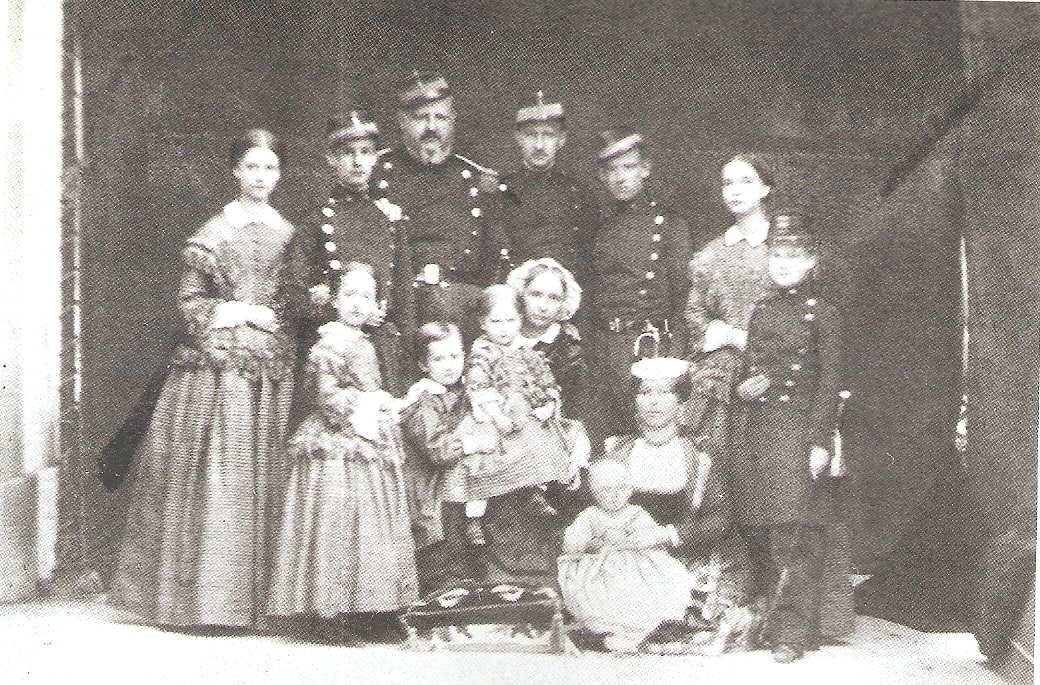
La famille royale des Deux-Siciles (vers 1857).

Le roi était un père affectueux qui laissait entrer librement ses enfants dans la salle du conseil. La reine, femme pieuse et d'opinion conservatrice, vivait en retrait de la cour, élevant ses enfants avec soin dans une foi réelle mais stricte.
À la naissance de son dernier enfant, le roi est un homme malade. Il meurt deux ans plus tard et le petit prince n'aura donc pas la joie de connaître son père. En revanche, il a une nombreuse fratrie. Son  frère aîné, âgé de 23 ans, règne sous le nom de François II. Vaincu par l'expédition des Mille de Garibaldi, il s'est réfugié avec la famille impériale et ses fidèles dans la forteresse de Gaëte, puis dans les États pontificaux où il bénéficie de la protection du pape Pie IX.
Tandis que le royaume d'Italie est proclamé, les princes de Bourbon-Siciles en exil se marient avec leurs pairs, catholiques et conservateurs, Bavière, Autriche, Toscane...
Le petit prince aura à peine le temps de se réjouir des festivités familiales. En 1867, une épidémie de choléra frappe les États pontificaux. La famille royale quitte Rome pour Albano Laziale. Malheureusement, le petit prince contracte la maladie. La reine-mère ne le quitte pas et soigne elle-même son enfant. Elle contracte son mal, refuse les soins d'un médecin réputé libéral et meurt dans d'atroces souffrances le 8 août 1867. Le prince Janvier la rejoint dans la tombe cinq jours plus tard. Il est d'abord inhumé à l'église de Santa Maria della Stella à Albano Laziale, jusqu'en 1962, puis il est inhumé en la basilique Santa Chiara de Naples, nécropole des rois des Deux-Siciles. 
Ces deux décès s'ajoutent aux déboires de la maison royale des Deux-Siciles et consternent la famille notamment le prince Gaétan qui se suicide quatre ans plus tard.

## Honneurs
Janvier de Bourbon-Siciles est, :
- Grand-croix de justice de l'ordre sacré et militaire constantinien de Saint-Georges (maison de Bourbon-Siciles) ;
- Chevalier de l'ordre de Saint-Janvier.